# Cerkiew Świętej Trójcy w Homlu (nieistniejąca)
Cerkiew Świętej Trójcy (biał. Царква Св. Тройцы, ros. Церковь Св. Троицы) – świątynia prawosławna w Homlu, wzniesiona w I połowie XIX w., położona na rogu ul. Rumiancewa (Sowieckiej) i Troickiej (Sielańskiej), zniszczona w latach 60. XX w. przez władze radzieckie. 

## Historia
Homelska cerkiew Troicka powstała przy ul. Probojnej (później: Rumiancewa, Sowieckiej) na miejscu drewnianej świątyni prawosławnej, która nie pasowała do oblicza nowego Homla budowanego przez rodzinę Rumiancewów. Została zaprojektowana w jednej z pracowni moskiewskich architektów, jej budowę nadzorował architekt I. Diaczkow. Cerkiew miała nietypowy kształt, wykorzystano modny wówczas styl klasyczny, ozdabiając ją m.in. wysoką rotundą. Elewacje zbudowano w stylu tzw. moskiewskiego empire. 
Świątynię poświęcono po dziewięcioletniej budowie w 1833. W czasach sowieckich ulokowano w niej klub lotniczy, a w latach 60. zapadła decyzja o wyburzeniu zabytku. Obecnie w tym miejscu znajduje się hotel "Soż". 